# Die Sehnsucht der Veronika Voss
Die Sehnsucht der Veronika Voss is een West-Duitse dramafilm uit 1982 onder regie van Rainer Werner Fassbinder. Hij won voor deze film de Gouden Beer op het filmfestival van Berlijn.

## Verhaal
In 1955 ontmoet verslaggever Robert Krohn in München de voormalige filmster Veronika Voss. Veronika maakte carrière in het Derde Rijk, maar na de oorlog raakte ze niet meer aan werk in de Duitse filmindustrie. Er ontstaat een relatie tussen hen beiden. Robert heeft eigenlijk vooral medelijden met Veronika en ontdekt spoedig dat ze een morfineverslaving heeft. Ze is daarvoor afhankelijk van dr. Marianne Katz, die zowel haar als andere vermogende patiënten chanteert.

## Rolverdeling
| Acteur              | Personage         |
| ------------------- | ----------------- |
| Rosel Zech          | Veronika Voss     |
| Hilmar Thate        | Robert Krohn      |
| Cornelia Froboess   | Henriette         |
| Annemarie Düringer  | Dr. Marianne Katz |
| Armin Mueller-Stahl | Max Rehbein       |